# لیلی کریمان
لیلی کریمان (زادهٔ ۸ شهریور ۱۳۴۲ – درگذشتهٔ ۳ خرداد ۱۴۰۰) ماما، نویسنده، مترجم و عضو انجمن منتقدان و نویسندگان سینمای ایران بود. او در خرداد ۱۴۰۰ بر اثر ایست مغزی در تهران درگذشت.

## زندگی
لیلی کریمان در سال ۱۳۴۲ در تهران به دنیا آمد و در رشته مامایی فارغ‌التحصیل شد. وی عضو انجمن منتقدان و نویسندگان سینمای ایران بود. کریمان علاوه بر فعالیت در بیمارستان، به نویسندگی نیز می‌پرداخت. و در تهیه و تکمیل مجموعه «من سهراب سپهری» نقش داشته‌است او در این مجموعه عضو هیئت علمی ادبی بوده‌است. او بیشتر زمان خود را در بیمارستان می‌گذراند. او در سال‌های جنگ ایران و عراق، در رشته پزشکی دانشگاه کرمانشاه پذیرفته شد اما موفق به اتمام تحصیلات خود نشد.

### مرگ
به گزارش نزدیکان وی، او دچار دو مرتبه سکته مغزی شد و با وجود حجم خون‌ریزی‌اش بالا در نهایت در سن ۵۷ سالگی در اثر ایست مغزی درگذشت. وی اندکی پیش از مرگش دوز دوم واکسن کرونا را دریافت کرده بود. او که اهل روستای آهار شمیرانات است،‌ وصیت کرده بود در همان روستا دفن شود.

## نوشته‌ها
نخستین اثر داستانی او، آرزو نام داشت که سرگذشت یکی از بیمارانش را روایت می‌کرد. «اگر فقط شش ماه» از آثار مشهور اوست. دیگر آثار او عبارتند از «بیشعورهای ضدگلوله (هجوم به ضوابط اخلاقی)»، «کوچ مانکن»، ترجمه «چرا بی‌شعوری» از خاویر کرمنت، «هیچ‌کس گلی برایم نفرستاد» از ساندرا براون، «زندگی زیباست» از روبرتو بنینی، «راه دراز خانه» از دانیل استیل. وی در حوزه فیلمنامه‌نویسی و ترجمه فیلمنامه، در زمینه گردآوری آثار، ترجمه رمان و ترجمه کتاب‌های روانشناسی کارنامه‌ای پربار دارد و در هر حوزه چندین عنوان کتاب به بازار عرضه کرده‌است. از جمله "دانشنامه سینمایی ابراهیم حاتمی‌کیا" در پنج جلد، تا ترجمه در قلمرو سکوت نوشته وی.جی. اسواران. در زمینه زندگینامه‌نویسی نیز کتاب "ستاره بی‌نقاب" بیوگرافی پرویز پرستویی را تألیف و منتشر کرد. این اثر موجب شهرت بیش از پیش او شد.